# Макаєв Володимир Кирилович
Володимир Кирилович Макаєв (14 липня 1912, місто Вітебськ, тепер Білорусь — 21 вересня 1978, місто Львів) — радянський історик, начальник архівного відділу МВС по Львівській області. Кандидат історичних наук, доцент, доктор історичних наук (1971).

## Біографія
Народився 1(14) липня 1912 року в бідній селянській родині в місті Вітебську (за іншими даними — в селі Кобиль біля Вітебська).
У 1942 році закінчив Ташкентський педагогічний інститут.
З жовтня 1942 року — в Червоній армії, учасник німецько-радянської війни з січня 1943 року. З лютого 1943 року — літературний працівник редакції, заступник редактора газети «Сын Родины» 8-ї гвардійської повітрянодесантної дивізії; з 1945 року — секретар редакції газети 337-ї стрілецької дивізії 27-ї армії. Воював на Північно-Західному, Воронезькому, Степовому, 2-му та 3-му Українських фронтах. Член ВКП(б) з 1944 року.
У 1947—1950 роках — начальник архівного відділу Міністерства внутрішніх справ УРСР по Львівській області та старший науковий співробітник Львівського обласного державного архіву.
У 1950—1953 роках — старший викладач історії ВКП(б) (КПРС) у Львівському державному медичному інституті.
У 1953—1960 роках — доцент кафедри марксизму-ленінізму Львівського державного педагогічного інституту. З 1953 року — доцент кафедри історії КПРС Львівського державного політехнічного інституту.
Досліджував історію робітничого класу західноукраїнських земель.

## Основні праці
- Робітничі страйки у Львові в 1934—1935 рр. // «З історії західноукраїнських земель», випуск 1. Київ, 1957.
- З історії робітничого руху в Західній Україні (1934—1939 рр.)// «Наукові записки Львівського педагогічного інституту», т.9, 1958.
- Робітничий клас Галичини в останній третині ХІХ століття. Львів, 1968.

## Звання
- гвардії молодший лейтенант
- лейтенант

## Нагороди
- орден Червоної Зірки (23.05.1945)
- медаль «За бойові заслуги» (3.09.1944)
- медаль «За перемогу над Німеччиною у Великій Вітчизняній війні 1941—1945 рр.» (1945)
- медалі